# 江津碘泡虫
江津碘泡虫（学名：Myxobolus kiangtsingensis）为碘泡科碘泡虫属的动物。在中国，分布于四川等，营寄生生活，寄生在高体鰟鮍的心、喉、脾、肾。